# Lijst van voetbalinterlands Denemarken - Tsjecho-Slowakije
Deze lijst van voetbalinterlands is een overzicht van alle officiële voetbalwedstrijden tussen de nationale teams van Denemarken en Tsjecho-Slowakije. De landen speelden in totaal veertien keer tegen elkaar. De eerste ontmoeting, een vriendschappelijke wedstrijd, werd gespeeld in Kopenhagen op 11 juni 1922. Het laatste duel, eveneens een vriendschappelijke wedstrijd, vond plaats op 1 juni 1988 in de Deense hoofdstad.

## Wedstrijden
| №  | Plaats     | Datum             | Competitie           | Wedstrijd                      | Uitslag |
| -- | ---------- | ----------------- | -------------------- | ------------------------------ | ------- |
| 1  | Kopenhagen | 11 juni 1922      | Vriendschappelijk    | Denemarken – Tsjecho-Slowakije | 0 – 3   |
| 2  | Praag      | 6 mei 1923        | Vriendschappelijk    | Tsjecho-Slowakije – Denemarken | 2 – 0   |
| 3  | Kopenhagen | 20 juni 1947      | Vriendschappelijk    | Denemarken – Tsjecho-Slowakije | 2 – 2   |
| 4  | Kopenhagen | 23 september 1959 | EK 1960 kwalificatie | Denemarken – Tsjecho-Slowakije | 2 – 2   |
| 5  | Brno       | 18 oktober 1959   | EK 1960 kwalificatie | Tsjecho-Slowakije – Denemarken | 5 – 1   |
| 6  | Kopenhagen | 25 september 1968 | WK 1970 kwalificatie | Denemarken – Tsjecho-Slowakije | 0 – 3   |
| 7  | Bratislava | 20 oktober 1968   | WK 1970 kwalificatie | Tsjecho-Slowakije – Denemarken | 1 – 0   |
| 8  | Kopenhagen | 2 mei 1973        | WK 1974 kwalificatie | Denemarken – Tsjecho-Slowakije | 1 – 1   |
| 9  | Praag      | 6 juni 1973       | WK 1974 kwalificatie | Tsjecho-Slowakije – Denemarken | 6 – 0   |
| 10 | Kopenhagen | 27 oktober 1982   | Vriendschappelijk    | Denemarken – Tsjecho-Slowakije | 1 – 3   |
| 11 | Praag      | 16 mei 1984       | Vriendschappelijk    | Tsjecho-Slowakije – Denemarken | 1 – 0   |
| 12 | Bratislava | 12 november 1986  | EK 1988 kwalificatie | Tsjecho-Slowakije – Denemarken | 0 – 0   |
| 13 | Kopenhagen | 3 juni 1987       | EK 1988 kwalificatie | Denemarken – Tsjecho-Slowakije | 1 – 1   |
| 14 | Kopenhagen | 1 juni 1988       | Vriendschappelijk    | Denemarken – Tsjecho-Slowakije | 0 – 1   |

## Samenvatting
| Competitie        | Totaal gespeeld | Winst Denemarken | Gelijk | Winst Tsjecho-Slowakije | Doelsaldo Denemarken – Tsjecho-Slowakije |
| ----------------- | --------------- | ---------------- | ------ | ----------------------- | ---------------------------------------- |
| WK-kwalificatie   | 4               | 0                | 1      | 3                       | 1 − 11                                   |
| EK-kwalificatie   | 4               | 0                | 3      | 1                       | 4 − 8                                    |
| Vriendschappelijk | 6               | 0                | 1      | 5                       | 3 − 12                                   |
| Totaal            | 14              | 0                | 5      | 9                       | 8 − 31                                   |

Wedstrijden bepaald door strafschoppen worden, in lijn met de FIFA, als een gelijkspel gerekend.

## Details

### Twaalfde ontmoeting
| Tsjecho-Slowakije | 0 – 0 | Denemarken |
|                   | goals |            |